# 160 a.C.
Il 160 a.C. (CLX a.C. in numeri romani) è un anno  del II secolo a.C.

## Eventi
- Furono consoli Marco Cornelio Cetego e Lucio Anicio Gallo

## Morti
- Artaxias I d'Armenia, sovrano armeno
- Lucio Emilio Paolo Macedonico, politico e militare romano (n. 229 a.C.)
- Eumene II, sovrano (n. 221 a.C.)
- Gaio Lelio, politico e militare romano (n. 235 a.C.)
- Protogene, greco antico
- Sozione il Peripatetico, biografo greco antico
- Timarco